# Fincath mac Garrchu
Fincath mac Garrchu, o Findchad mac Garrchon (... – 485), è stato re del Leinster.
Apparteneva agli Uí Garrchon della dinastia dei Dál Messin Corb. Ed era figlio di Garrchú mac Fothaid, fondatore di questa dinastia. Il Libro del Leinster non lo definisce sovrano, titolo che invece gli viene attribuito dagli Annali di Innisfallen. Fu sconfitto e ucciso nella prima battaglia di Grainaret dagli Uí Néill, guidati o da Coirpre mac Néill o da Muirchertach mac Ercae. È però probabile che a ottenere questa vittoria sia stato Coipre mac Neill. Gli succedette il figlio Fráech mac Finchada, morto nel 495.